# India, A Love Story
Caminho das Índias (India, A Love Story) est une telenovela brésilienne en 160 épisodes de 50 minutes créée par Glória Perez et diffusée entre le 19 janvier 2009 et le 11 septembre 2009 sur TV Globo. Elle met en avant les échanges culturels entre le Brésil et l'Inde. Une partie de l'histoire se déroule à Jaipur et Dubai, lieux d'escale entre les trois pays.
En France, ce feuilleton a été diffusé à partir du 5 novembre 2010 sur France Ô et RFO (puis sur les chaînes d'outre-mer La 1re), puis rediffusée à partir du 28 février 2011 sur IDF1.
En Afrique la série est passé sur la rti, chaîne Ivoirienne.
La série est disponible sur M6 via la plateforme 6play depuis le 21 décembre 2018.

## Synopsis
En Inde, les familles Vaishya Ananda et Meetha arrangent le mariage de leur fils Raj et fille Maya, respectifs. Raj voyage souvent pour l'entreprise Indian Medic qui se développe à l'international. Lors d'un séjour, il rencontre Duda, une firangi (étrangère) du Brésil, avec qui il entretient une longue relation à distance avant d'être présenté à sa femme. Maya, de son côté, s'éprend de Bahuan, un dalit (intouchable) adopté après le meurtre de ses parents par un brahmane.Le jeune homme refuse de s'engager sans avoir prouvé qu'il pouvait être plus puissant que les brahmanes qui l'ont souvent humilié. Avant de se marier à Raj, Maya arrête son boulot de téléconseillère. Son dernier jour de travail, elle reçoit le coup de téléphone d'un homme d'affaires brésilien.
À Rio de Janeiro, l'entreprise pharmaceutique Cadore connaît des tensions depuis que Monsieur Cadore a laissé les rênes du pouvoir à ses deux fils. L'aîné, Ramiro, se montre très agressif envers son frère Raul. Il est en outre débordé par les problèmes psychiatriques de son fils Tarso, qui vit une romance improbable avec Tônia. Quant à Raul, qui ne fait plus confiance à ses collègues et à Ramiro, il détourne une forte somme d'argent. Ayant besoin d'une secrétaire ne connaissant pas son entourage, il emploie Maya, située en Inde, afin de s'occuper du nouveau compte en banque qu'il a ouvert. Dans une paranoïa tirée à profit par sa maîtresse Yvone, Raul s'éloigne de ses proches et rêve de refaire sa vie ailleurs.

## Distribution
- Juliana Paes : Maya Meetha
- Laura Cardoso : Laksmi Ananda
- Christiane Torloni : Melissa Cadore
- Bruno Gagliasso : Tarso Cadore
- Tony Ramos : Opash Ananda
- Rodrigo Lombardi : Raj Ananda
- Débora Bloch : Sílvia Cadore
- Eliane Giardini : Indira Ananda
- Flávio Migliaccio (pt) : Karan Ananda
- Humberto Martins (pt) : Ramiro Cadore
- Cléo Pires : Surya Ananda
- Alexandre Borges (pt) : Raul Cadore
- Elias Gleizer (pt) : Cadore
- Marjorie Estiano : Tônia
- Tania Khalill : Duda
- Márcio Garcia (pt) : Bahuan
- Caio Blat : Ravi Ananda
- Letícia Sabatella : Yvone Magalhães
- Caco Ciocler : Murilo
- Nívea Maria : Kochi Meetha
- Isis Valverde : Camilla Gallo
- Totia Meireles : Aída Motta
- Lima Duarte : Shankar
- Antonio Calloni (pt) : César Gallo
- Danton Mello (pt) : Amithab Ananda
- Karina Ferrari (pt) : Anusha
- Maria Maya (pt) : Inês Cadore
- André Arteche : Indra
- Vera Fischer : Chiara
- Carolina Oliveira : Chanti Ananda
- Osmar Prado : Manu Meetha
- Júlia Almeida : Léinha Gallo
- Stênio Garcia : Dr Castanho
- Ana Beatriz Nogueira : Ilana Gallo
- Ricardo Tozzi : Komal Meetha
- Paula Pereira : Durga
- Duda Nagle : Zeca Gallo
- Luci Pereira : Ondina
- Vitória Frate : Júlia Cadore
- Brendha Hadad : Radi Hajari
- Dira Paes : Norminha
- Rosane Gofman : Walquíria
- Juliana Alves : Suellen
- Priscila Marinho : Sheila
- Victor Fasano : Dario
- Anderson Muller : Abel
- Cacau Mello : Deva
- Laura Barreto : Lalit
- Betty Gofman : Dayse
- Sílvia Buarque : Berê
- Ana Lima : Cecília
- José de Abreu : Pandit
- Sidney Santiago : Ademir
- Neuza Borges : Cema
- Mussunzinho : Maico
- Eva Todor : Cidinha
- Jandira Martini : Puja
- Cadu Paschoal : Hari
- Nauhana Costa : Malika
- Mara Manzan : Ashima
- Ana Furtado : Gabriela
- Cláudia Lira : Nayana
- Douglas Silva : Juliano
- Vinícius Vommaro : Miguel
- André Gonçalves : Gopal
- Darlan Cunha : Eliseu
- Douglas Campigiotto : Marcelo
- Fábio Felipe : Rodrigo
- Clarice Derziê : Harima
- Marcius Melhem : Radesh
- Thaís Garayp : Ana
- Cissa Guimarães : Ruth
- Janaína Prado : Sonya
- Marcio Vito : Ramu
- Adilson Magah : Guru
- Daniel Marques : Marcelo
- Turíbio Ruiz : Bába
- Blota Filho : Haroldo
- Priscila Steinman : Aninha
- Murilo Rosa : Lucas
- Thaila Ayala : Shivani
- Alexandre Liuzzi : Pedro Maciel
- Odilon Wagner : Mike
- Christovam Netto : Schizophrène
- Júlia Carrere : Schizophrène
- Fernanda Carvalho : Hamia
- Babu Santana : Schizophrène
- Selma Reis : Mère de Hamia
- Rodrigo Veronese : Bruno
- Marcelo Brou : Guto
- Marcela Tinti : Secrétaire
- Paulo José : Profeta Gentileza
- Alonso Gonçalves : Fontes
- Milena Toscano : Gilda
- Júlio Andrade : Sócio de Bahuan
- Charle Myara : Commissaire
- Java Mayan : Beca
- Carol Nassif : Jeune Laksmi
- Luiz Nicolau : Policier
- Miguel Oniga : Schizophrène
- Delano Avelar : Hajari
- Yunes Chami : Sacerdote
- Branca Ferrazo : Yamuna
- Dyjhan Henrique : Bahuan
- Thiago Martins : Shankar
- Denise Milfont : Mère de Rani
- Renata Beciane : Elle-même
- Mário Cardoso : Docteur de Duda
- Erasmo Carlos : Lui-même
- Nana Caynmi : Elle-même
- Carlinhos de Jesus : Lui-même
- Bertrand Duarte : Père de Hamia
- Preta Gil : Elle-même
- Murilo Grossi : Docteur Cássio
- Rita Guedes : Commissaire
- Betty Lago : Elle-même
- Elke Maravilha : Elle-même
- Priscila Pires : Elle-même
- Thiago Soares : Lui-même
- Sérgio Stern : Médecin
- Doug Valle : Amithab
- Maria Helena Velasco : Aisha
- Susana Vieira : Elle-même